# Трицикл
Трицикл je људско возило са три точка.
Неки трицикли се користе за превоз путника или у трговачке сврхе (теретни трицикл), посебно у земљама у развоју, нарочито у Африци и Азији.
На западу, трицикли величине одраслих користе се пре свега за рекреацију, куповину и вежбање. Они су омиљени код деце и старијих људи због њихове привидне стабилности у односу на бицикл.

## Историја
Инвалидска колица на три точка је 1655. или 1680. године изградио инвалид који је желео да одржи своју покретљивост. Пошто је био израђивач сата, успео је да створи возило које покрећу ручице.
Године 1789. два француска проналазача развила су возило на три точка, које покрећу педале; назвали су га трициклом, а 1818. године британски проналазач Денис Џонсон патентирао је свој приступ конструисања трицикла.

## Рекорд
Највећи трицикл је направљен 1. јула 2005. године у Хајдерабаду, укупне висине од 12,67 метара. Трицикл је изложен у музеју аутомобила. Ушао је у Гинисову књигу рекорада и имао је пречник точкова 5,18 метара и дужину од 11,37 метара. 